# Josiah Gardner Abbott

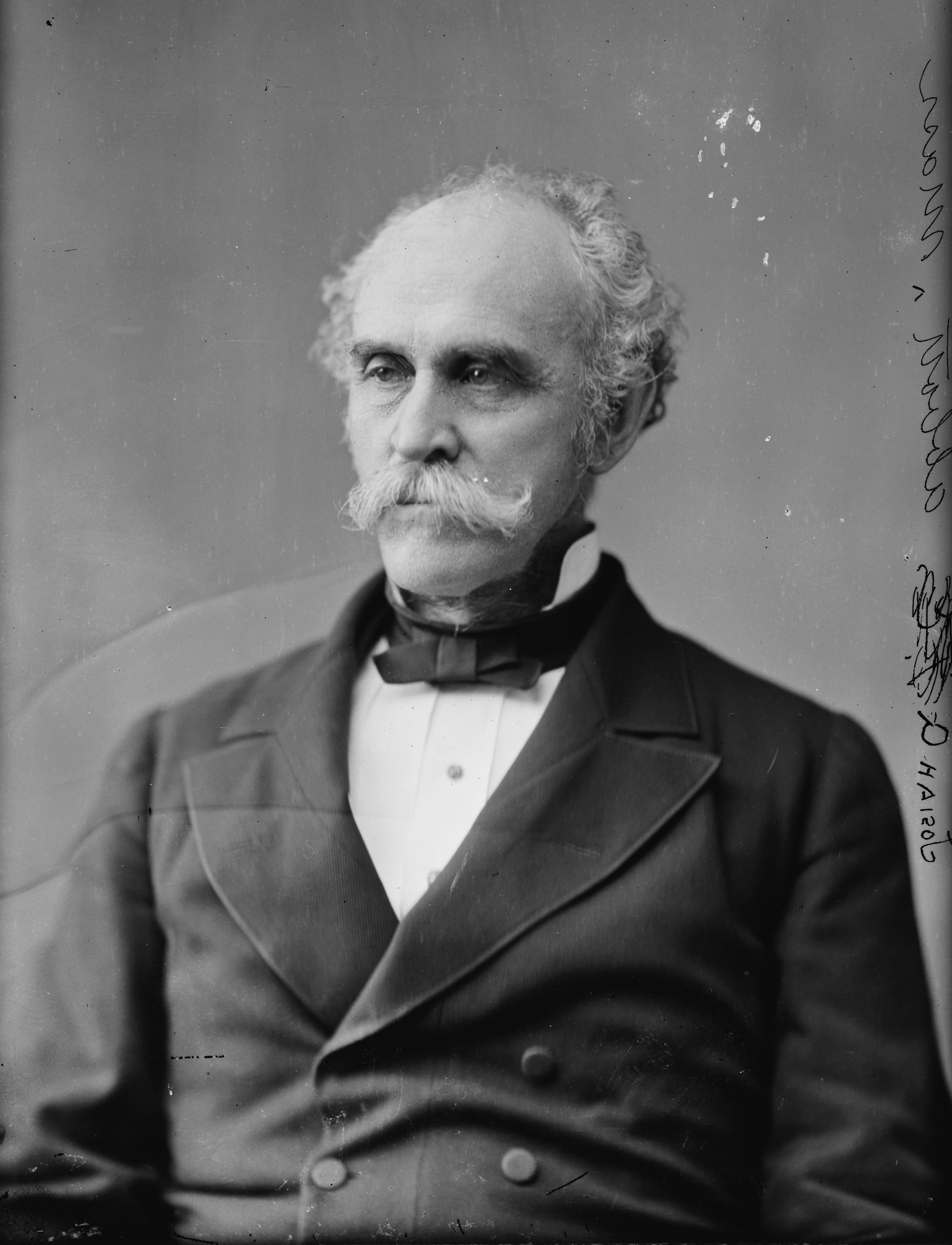
Josiah Gardner Abbott

Josiah Gardner Abbott (* 1. November 1814 in Chelmsford, Massachusetts; † 2. Juni 1891 in Wellesley Hills, Massachusetts) war ein US-amerikanischer Politiker. In den Jahren 1876 und 1877 vertrat er den Bundesstaat Massachusetts im US-Repräsentantenhaus.

## Werdegang
Josiah Abbott besuchte die Chelmsford Academy und studierte danach bis 1832 an der Harvard University. Nach einem anschließenden Jurastudium am Williams College in Williamstown und seiner Zulassung als Rechtsanwalt begann er in diesem Beruf zu arbeiten. Zeitweise war er auch als Lehrer tätig. Gleichzeitig schlug er als Mitglied der Demokratischen Partei eine politische Laufbahn ein. Im Jahr 1836 saß er als Abgeordneter im Repräsentantenhaus von Massachusetts; von 1841 bis 1842 gehörte er dem Staatssenat an. 1843 war er Mitglied im Stab von Gouverneur Marcus Morton. Im Jahr 1853 nahm Abbott als Delegierter an einer Versammlung zur Überarbeitung der Verfassung von Massachusetts teil. Zwischen 1855 und 1858 war er Richter am Superior Court im Suffolk County; von 1859 bis 1865 fungierte er als Vorstandsmitglied (Overseer) der Harvard University.
Abbott kandidierte mehrfach erfolglos für den US-Senat. Im Jahr 1860 lehnte er eine Berufung als Richter an den Obersten Gerichtshof der Vereinigten Staaten ebenso ab wie ein Jahr später die Position des United States Attorney General. Bei den Kongresswahlen des Jahres 1874 verlor Abbott gegen den Republikaner Rufus S. Frost. Nach einem erfolgreichen Wahleinspruch konnte er dann das Mandat doch noch erringen und am 28. Juli 1876 seinen Sitz im US-Repräsentantenhaus einnehmen. Da er bei den regulären Wahlen des Jahres 1876 auf eine weitere Kandidatur verzichtete, konnte er bis zum 3. März 1877 nur die laufende Legislaturperiode im Kongress beenden. Anfang 1877 war Abbott Mitglied der vom Kongress eingesetzten Kommission zur Klärung der umstrittenen Präsidentschaftswahlen des Jahres 1876 zwischen Rutherford B. Hayes und Samuel J. Tilden.
Nach dem Ende seiner Zeit im US-Repräsentantenhaus praktizierte Josiah Abbott wieder als Anwalt. Er starb am 2. Juni 1891 in Wellesley Hills bei Boston.